# Liste der Beiträge für den besten fremdsprachigen Film für die Oscarverleihung 1998
Die folgenden 44 Filme, alle aus verschiedenen Ländern, waren Vorschläge in der Kategorie bester fremdsprachiger Film für die Oscarverleihung 1998. Die hervorgehobenen Titel waren die fünf letztendlich nominierten Filme, welche aus den Ländern Brasilien, Deutschland, Niederlande, Russland und Spanien stammen. Der Oscar ging schließlich an Karakter aus den Niederlanden.
Kongo, Luxemburg und die Ukraine unterbreiteten zum ersten Mal Vorschläge für diese Kategorie.

## Beiträge
| Land                         | Deutscher Verleihtitel                           | Sprache(n)     | Originaltitel                           | Regisseur(e)                                                                                         | Ergebnis        |
| ---------------------------- | ------------------------------------------------ | -------------- | --------------------------------------- | --- | --------------- |
| Ägypten                      | Das Schicksal                                    | Arabisch       | المصير (al-Maṣīr)                       | Youssef Chahine                                                                                      | Nicht nominiert |
| Argentinien                  | Asche vom Paradies                               | Spanisch       | Cenizas del paraíso                     | Marcelo Piñeyro                                                                                      | Nicht nominiert |
| Belgien                      | Mein Leben in Rosarot                            | Französisch    | Ma Vie en Rose                          | Alain Berliner                                                                                       | Nicht nominiert |
| Brasilien                    | Vier Tage im September                           | Portugiesisch  | O que é isso, companheiro?              | Bruno Barreto                                                                                        | Nominiert       |
| Dänemark                     | Barbara                                          | Dänisch        | Barbara                                 | Nils Malmros                                                                                         | Nicht nominiert |
| Deutschland                  | Jenseits der Stille                              | Deutsch        | Jenseits der Stille                     | Caroline Link                                                                                        | Nominiert       |
| Finnland                     | Die Nacht des Schmetterlings                     | Finnisch       | Neitoperho                              | Auli Mantila                                                                                         | Nicht nominiert |
| Frankreich                   | Western                                          | Französisch    | Western                                 | Manuel Poirier                                                                                       | Nicht nominiert |
| Griechenland                 | Die Schlachtung des Hahns                        | Griechisch     | Η Σφαγή του Κόκορα (I sfagi tou kokora) | Andreas Pantzis                                                                                      | Nicht nominiert |
| Indien                       | Guru                                             | Malayalam      | Guru                                    | Rajiv Anchal                                                                                         | Nicht nominiert |
| Iran                         | Gabbeh                                           | Persisch       | گبه (Gabbeh)                            | Mohsen Makhmalbaf                                                                                    | Nicht nominiert |
| Island                       | Blossi/810551                                    | Isländisch     | Blossi/810551                           | Júlíus Kemp                                                                                          | Nicht nominiert |
| Israel                       | Afula Express                                    | Hebräisch      | עפולה אקספרס (Afula Express)            | Julie Shles                                                                                          | Nicht nominiert |
| Italien                      | Der Trauzeuge meines Mannes                      | Italienisch    | Il Testimone dello sposo                | Pupi Avati                                                                                           | Nicht nominiert |
| Japan                        | Prinzessin Mononoke                              | Japanisch      | もののけ姫 (mononoke hime)              | Hayao Miyazaki                                                                                       | Nicht nominiert |
| Kanada                       | Cosmos                                           | Französisch    | Cosmos                                  | Jennifer Alleyn, Manon Briand, Marie-Julie Dallaire, Arto Paragamian, André Turpin, Denis Villeneuve | Nicht nominiert |
| Kolumbien                    | La deuda                                         | Spanisch       | La Deuda                                | Manuel José Álvarez, Nicolás Buenaventura                                                            | Nicht nominiert |
| Demokratische Republik Kongo | Macadam tribu                                    | Französisch    | Macadam Tribu                           | Zeka Laplaine                                                                                        | Nicht nominiert |
| Kroatien                     | Lapitch, der kleine Schuhmacher                  | Kroatisch      | Čudnovate zgode šegrta Hlapića          | Milan Blažeković                                                                                     | Nicht nominiert |
| Kuba                         | Amor verticale – Liebe in der Vertikalen         | Spanisch       | Amor Vertical                           | Arturo Sotto Díaz                                                                                    | Nicht nominiert |
| Luxemburg                    | Die Schwächen der Frauen                         | Französisch    | Elles                                   | Luís Galvão Teles                                                                                    | Nicht nominiert |
| Nordmazedonien               | Gypsy Magic                                      | Mazedonisch    | Ciganska magija                         | Stole Popov                                                                                          | Nicht nominiert |
| Mexiko                       | Tiefes Karmesin                                  | Spanisch       | Profundo Carmesí                        | Arturo Ripstein                                                                                      | Nicht nominiert |
| Niederlande                  | Karakter                                         | Niederländisch | Karakter                                | Mike van Diem                                                                                        | Gewonnen        |
| Norwegen                     | Junk Mail – Wenn der Postmann gar nicht klingelt | Norwegisch     | Budbringeren                            | Pål Sletaune                                                                                         | Nicht nominiert |
| Österreich                   | Der Unfisch                                      | Deutsch        | Der Unfisch                             | Robert Dornhelm                                                                                      | Nicht nominiert |
| Philippinen                  | Milagros                                         | Tagalog        | Milagros                                | Marilou Diaz-Abaya                                                                                   | Nicht nominiert |
| Polen                        | Liebesgeschichten                                | Polnisch       | Historie Miłosne                        | Jerzy Stuhr                                                                                          | Nicht nominiert |
| Portugal                     | Reise an den Anfang der Welt                     | Portugiesisch  | Viagem ao princípio do Mundo            | Manoel de Oliveira                                                                                   | Nicht nominiert |
| Russland                     | Der Dieb                                         | Russisch       | Вор                                     | Pawel Tschuchrai                                                                                     | Nominiert       |
| Schweden                     | Tic Tac                                          | Schwedisch     | Tic Tac                                 | Daniel Alfredson                                                                                     | Nicht nominiert |
| Schweiz                      | For Ever Mozart                                  | Französisch    | For Ever Mozart                         | Jean-Luc Godard                                                                                      | Nicht nominiert |
| Serbien                      | Drei Sommertage                                  | Serbisch       | Tri letnja dana                         | Mirjana Vukomanović                                                                                  | Nicht nominiert |
| Slowakei                     | Orbis Pictus                                     | Slowakisch     | Orbis Pictus                            | Martin Šulík                                                                                         | Nicht nominiert |
| Slowenien                    | Outsider                                         | Slowenisch     | Avtsajder                               | Andrej Košak                                                                                         | Nicht nominiert |
| Spanien                      | Geheimnisse des Herzens                          | Spanisch       | Secretos del corazón                    | Montxo Armendáriz                                                                                    | Nominiert       |
| Südafrika                    | Paljas                                           | Afrikaans      | Paljas                                  | Katinka Heyns                                                                                        | Nicht nominiert |
| Taiwan                       | Wo de shen jing bing                             | Chinesisch     | 我的神经病 (Wo de shen jing bing)       | Shaudi Wang                                                                                          | Nicht nominiert |
| Thailand                     | Daughter 2                                       | Thailändisch   | เสียดาย 2 (Sia dai 2)                    | Chatrichalerm Yukol                                                                                  | Nicht nominiert |
| Tschechien                   | Das vergessene Licht                             | Tschechisch    | Zapomenuté světlo                       | Vladimír Michálek                                                                                    | Nicht nominiert |
| Türkei                       | Eskiya – Der Bandit                              | Türkisch       | Eşkıya                                  | Yavuz Turgul                                                                                         | Nicht nominiert |
| Ukraine                      | Ein Freund des Verblichenen                      | Russisch       | Приятель покойника (Prijatel pokoinika) | Wjatscheslaw Krischtofowitsch                                                                        | Nicht nominiert |
| Ungarn                       | Die Witman Brüder                                | Ungarisch      | Witman fiúk                             | János Szász                                                                                          | Nicht nominiert |
| Venezuela                    | Ein Leben und zwei Aufträge                      | Spanisch       | Una vida y dos mandados                 | Alberto Arvelo                                                                                       | Nicht nominiert |